# Distrito de Tate
El distrito de Tate es uno de los catorce distritos peruanos que forman la provincia de Ica en el departamento de Ica, bajo la administración del Gobierno regional de Ica, llamada como la tierra de la princesa Chumbillalla por la cual el inca Pachacutec hizo la achirana.

## Historia
El distrito fue creado mediante Ley n.º 14843 del 24 de enero de 1964, en el primer gobierno del presidente Fernando Belaúnde.

## Geografía
- Ríos: Ica.
- Lagunas: Huacachina.

## Autoridades

### Municipales
- 2015-2018 Alcalde: Walter Gabriel Baldiño Ascencio
- 2011-2014[1]
  - Alcalde: Félix Máximo Ramos Peña, del Frente Regional Progresista Iqueño (FRPI).
  - Regidores: Isabel Mendoza Vda. de Loyola (FRPI), Rosa Isabel Erribares de Uchuya (FRPI), Gino Leonardo Bautista Vásquez (FRPI), Percy Rubén Cañahuaray Hernández (FRPI), Guillermo Antonio Vásquez Vargas (Partido Regional de Integración).
- 2007-2010
  - Alcalde: Walter Gabriel Baldiño Ascencio.

### Religiosas
- 2007-: Héctor Vera Colona, obispo católico.

## Festividades
- Corpus Christi
- Virgen del Carmen.